# Клариаси
Клариасите (Clarias) са род лъчеперки от семейство Кларииди (Clariidae). За разлика от повечето риби представителите на тази група са въздушнодишащи и могат да издържат дълго извън водата. Родът е широко разпространен във водоемите на Стария свят - от Източна и Югоизточна Азия през Индия до Мала Азия, както и в Африка, където разнообразието на видове е най-голямо.

## Видове
Към 2011 година броят на признатите видове в рода е 60:
Африкански видове
- Clarias agboyiensis
- Clarias albopunctatus
- Clarias alluaudi
- Clarias angolensis
- Clarias anguillaris
- Clarias brachysoma
- Clarias buettikoferi
- Clarias buthupogon
- Clarias camerunensis
- Clarias cavernicola
- Clarias dhonti
- Clarias dumerilii
- Clarias dussumieri
- Clarias ebriensis
- Clarias engelseni
- Clarias gabonensis
- Clarias gariepinus
- Clarias hilli
- Clarias jaensis
- Clarias laeviceps
- Clarias lamottei
- Clarias liocephalus
- Clarias longior
- Clarias maclareni
- Clarias macromystax
- Clarias ngamensis
- Clarias nigromarmoratus
- Clarias pachynema
- Clarias platycephalus
- Clarias salae
- Clarias stappersii
- Clarias submarginatus
- Clarias teijsmanni
- Clarias theodorae
- Clarias werneri

Азиатски видове
- Clarias abbreviatus
- Clarias anfractus
- Clarias batrachus
- Clarias batu
- Clarias cataractus
- Clarias dayi
- Clarias fuscus
- Clarias gracilentus
- Clarias insolitus
- Clarias intermedius
- Clarias kapuasensis
- Clarias leiacanthus
- Clarias macrocephalus
- Clarias magur
- Clarias meladerma
- Clarias microspilus
- Clarias microstomus
- Clarias nebulosus
- Clarias nieuhofii
- Clarias nigricans
- Clarias olivaceus
- Clarias planiceps
- Clarias pseudoleiacanthus
- Clarias pseduonieuhofii
- Clarias sulcatus

Фосилни видове
- Clarias falconeri †